# Małgorzata Szumowska
Małgorzata Szumowska (Cracovia, 26 de febrero de 1973) es una directora de cine, guionista y productora polaca.

## Biografía
Hija de Dorota Terakowska y Maciej Szumowski, hermana de la periodista y la escritora Katarzyna T. Nowak y del director de documentales – Wojeciech Szumowski. Fue la esposa de Michał Englert. En 2011 se casó con Mateusz Kościukiewicz. Tiene dos hijos.
Malgorzata Szumowska terminó los estudios en la facultad de cine y televisión en la Universidad Leon Schiller de Łódź en 1998. Previamente estudió durante dos años historia del arte en la Universidad Jaguelónica de Cracovia.

## Trayectoria
En 2001 se convirtió en un miembro de la Academia de Cine Europeo. En 2015 ganó el premio de Oso de Plata por el mejor director en Festival Internacional de Cine de Berlín y el Gran Premio del León de Oro del 40.º Festival de Cine de Gdynia por su película Body/Cialo. El 7 de marzo de 2016 se le concedió el Premio Polaco de Cine por la dirección de la película Body/Cialo, en diciembre del mismo año ganó el Premio del Cine Europeo en la categoría Premio del Público por la misma película. En 2018, estrenó Mug, película por la que recibió el Gran Premio del Jurado en la 68.ª edición del Festival Internacional de Berlín.

## Filmografía
| Año  | Título                        | Género            | Directora | Guionista | Productora |
| ---- | ----------------------------- | ----------------- | --------- | --------- | ---------- |
| 1996 | Kobiety są jak kwiaty         | cortometraje      | ✓         |           |            |
| 1996 | Zanim zniknę                  | cortometraje      | ✓         | ✓         |            |
| 1997 | Dusza z ciała wyleciała       | cortometraje      | ✓         |           |            |
| 1998 | Cisza                         | corto documental  | ✓         | ✓         |            |
| 1999 | Siedem lekcji milosci         | corto documental  | ✓         | ✓         |            |
| 2000 | Szczesliwy czlowiek           | corto documental  | ✓         | ✓         |            |
| 2000 | Wniebowstąpienie              | cortometraje      | ✓         |           |            |
| 2001 | Dokument...?                  | corto documental  | ✓         | ✓         |            |
| 2004 | Wizje Europy                  | comedia, drama    | ✓         | ✓         | ✓          |
| 2004 | Ono                           | drama             | ✓         | ✓         |            |
| 2005 | Mój tata Maciek               | documental        | ✓         | ✓         |            |
| 2005 | Solidarność, Solidarność...   | cortometraje      | ✓         | ✓         |            |
| 2007 | A czego tu sie bac?           | corto documental  | ✓         | ✓         |            |
| 2008 | 33 sceny z życia              | drama             | ✓         | ✓         | ✓          |
| 2009 | Antichrist                    | drama, horror     |           |           | ✓          |
| 2010 | Kvinden der drømte om en mand | drama, romance    |           |           | ✓          |
| 2011 | Elles                         | drama             | ✓         | ✓         | ✓          |
| 2013 | W imię…                       | drama, thriller   | ✓         | ✓         | ✓          |
| 2015 | Ciało                         | drama             | ✓         | ✓         | ✓          |
| 2018 | Twarz                         | comedia dramática | ✓         | ✓         | ✓          |
| 2019 | The Other Lamb                | drama, horror     | ✓         |           |            |
| 2020 | All inclusive                 | —                 | ✓         | ✓         | ✓          |
| 2020 | Never Gonna Snow Again        | comedia, drama    | ✓         |           |            |
| 2020 | Soeurs                        | drama             | ✓         | ✓         |            |

2022 Infinit storm. drama